# Polnische Basketballnationalmannschaft der Damen
Die polnische Basketballnationalmannschaft der Damen vertritt Polen bei internationalen Basketballwettbewerben und wird vom polnischen Basketballverband PZKosz (polnisch Polski Związek Koszykówki) organisiert.
Sie erreichte ihre beste Platzierung mit dem Gewinn der Goldmedaille bei der Basketball-Europameisterschaft der Damen 1999 im eigenen Land.

## Gastgeber
Der polnische Verband hat bereits vier Europameisterschaften als Gastgeber ausgerichtet:
- Basketball-Europameisterschaft der Damen 1958
- Basketball-Europameisterschaft der Damen 1978
- Basketball-Europameisterschaft der Damen 1999
- Basketball-Europameisterschaft der Damen 2011

## Abschneiden bei internationalen Wettbewerben

### Olympische Spiele
| - 2000 – 8. Platz |

### Weltmeisterschaften
| - 1959 – 5. Platz - 1983 – 7. Platz - 1994 – 13. Platz |

### Europameisterschaften
| - 1938 – . Platz - 1950 – 6. Platz - 1952 – 5. Platz - 1956 – 5. Platz - 1958 – 5. Platz - 1960 – 4. Platz - 1962 – 6. Platz - 1964 – 5. Platz | - 1966 – 8. Platz - 1968 – . Platz - 1970 – 6. Platz - 1972 – 9. Platz - 1974 – 9. Platz - 1976 – 6. Platz - 1978 – 5. Platz - 1980 – . Platz | - 1981 – . Platz - 1983 – 7. Platz - 1985 – 6. Platz - 1987 – 10. Platz - 1991 – 6. Platz - 1993 – 5. Platz - 1999 – . Platz - 2001 – 6. Platz | - 2003 – 4. Platz - 2005 – 7. Platz - 2009 – 9. Platz - 2011 – 9. Platz - 2015 – 18. Platz |

## Kader
Eine Übersicht des Kaders findet sich beispielsweise in der englischsprachigen Fassung dieses Artikels oder auf dem Internetportal eurobasket.com (s. Abschnitt Weblinks).